# China Venture
China Venture is een Amerikaanse oorlogsfilm uit 1953 onder regie van Don Siegel.

## Verhaal
Een Amerikaanse patrouille krijgt tijdens de Tweede Wereldoorlog de opdracht om een Japanse officier te vatten, die wordt gezocht door de inlichtingendienst. Daarvoor moeten ze hem wel uit de handen houden van Chinese partizanen.

## Rolverdeling
| Acteur         | Personage                |
| -------------- | ------------------------ |
| Edmond O'Brien | Kapitein Matt Reardon    |
| Barry Sullivan | Commandant Bert Thompson |
| Jocelyn Brando | Luitenant Ellen Wilkins  |
| Leo Gordon     | Sergeant Hank Janowicz   |
| Lee Strasberg  | Patterson                |
| Richard Loo    | Chang Sung               |
| Dayton Lummis  | Dokter Masterson         |
| Leon Askin     | Wu King                  |
| Dabbs Greer    | Galuppo                  |
| Alvy Moore     | Carlson                  |
| Wong Artarne   | Kornet Wong              |
| Philip Ahn     | Admiraal Amara           |